# ضریب پخش ظاهری
ضریب پخش ظاهری (به انگلیسی: Apparent Diffusion Coefficient) یک کمیت در ام آر آی و بویژه در روش تصویرگیری پخش وزنی است، و با ADC نشان می‌دهند.
این کمیت، برآیند جابجایی مولکول‌ها را در یک بافت نشان می‌دهد. یک ارزش ADC بالا نشانگر حرکت زیاد و در نتیجه سیگنال ضعیف است.
به‌طور مثال در تصویرگیری تنسور پخش، اگر تنسور پخش زیر را در نظر بگیریم:
{\displaystyle D={\begin{vmatrix}D_{xx}&D_{xy}&D_{xz}\\D_{yx}&D_{yy}&D_{yz}\\D_{zx}&D_{zy}&D_{zz}\end{vmatrix}}}
آنگاه ADC از رابطه ذیل حاصل می‌گردد:
ADC = (Trace (D))/3

## جستارهای دیگر
- فاکتور ب